# 拉美西斯車站

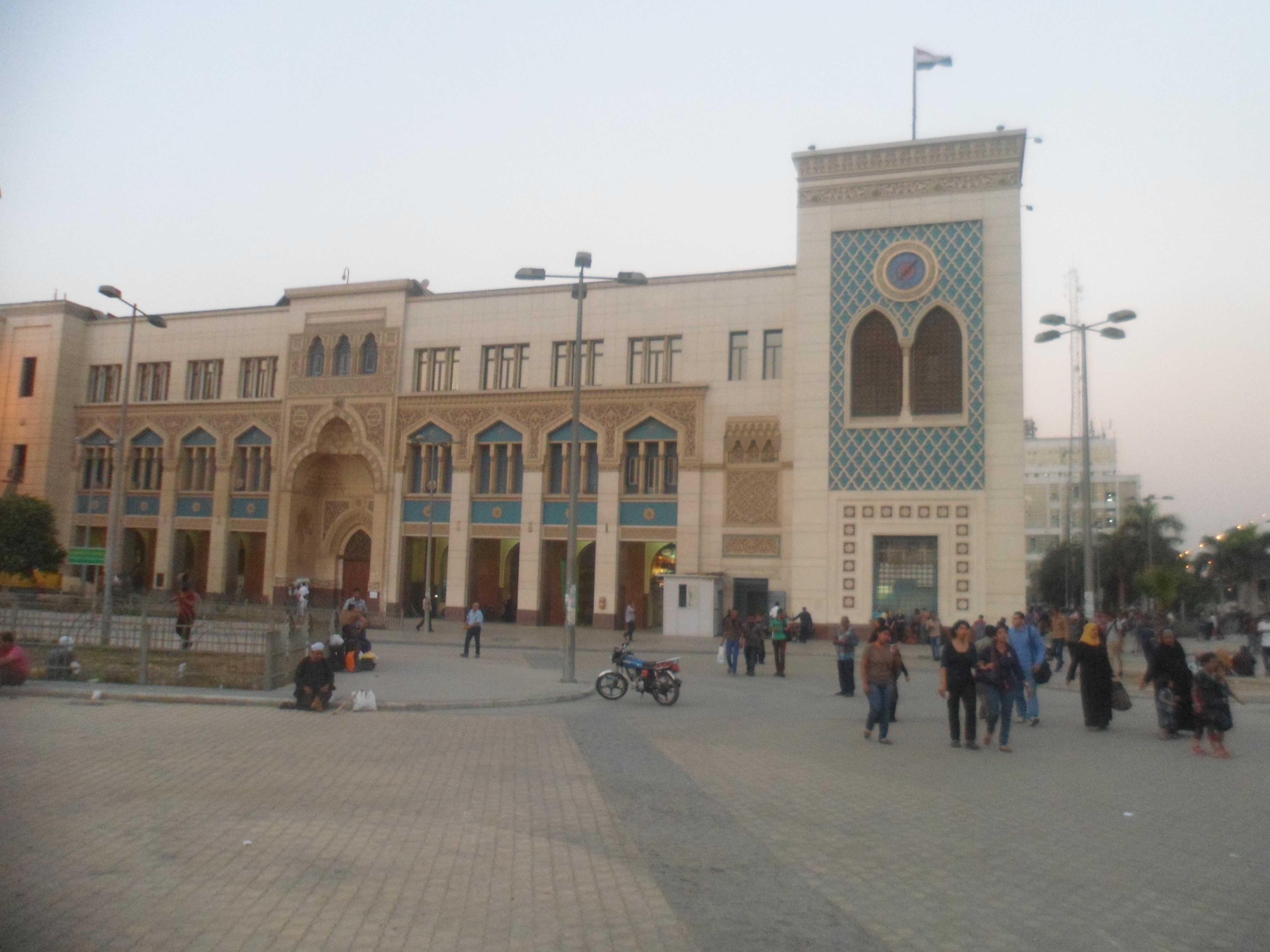
拉美西斯車站

拉美西斯車站（阿拉伯语：‎）是埃及首都開羅的主要鐵路車站，由埃及国家铁路管理，啟用於1856年，當時作為連接開羅和亞歷山卓的鐵路線的終點站；但於1892年重建為更傳統的阿拉伯風格建築，1955年，門面以相同的風格進行了翻新。這座車站是以古埃及歷史上著名的法老拉美西斯二世命名。

## 事故
2019年2月27日，拉美西斯車站因為列車爆炸發生大火，造成至少25人死亡和50人受傷；英國廣播公司（BBC）引述埃及國家鐵路報導，列車撞上車站混凝土緩衝裝置後，燃料箱據稱爆炸，月台和鄰近建築紛紛起火。
埃及总检察长纳比勒·萨迪克在27日发布声明说，拉美西斯火车站火灾事故是列车司机疏忽所致，事发列车进站时受对向驶来的机车阻挡停驶，在未关闭引擎和未采取制动措施的情况下，列车司机下车检查，对向机车司机此时为进站列车让路，随后进站列车撞向轨道尽头的水泥护栏，车头起火点燃车内燃油后引发爆炸。事发时，涉事列车司机不在车内。

## 外部連結
维基共享资源上的相關多媒體資源：拉美西斯車站